# Video instalaciones
Las vídeo instalaciones consisten en la relación que se establece entre el carácter bidimensional de la imagen electrónica contemplada y el carácter tridimensional de la instalación en la que se inserta dicha imagen.
Dentro de las vídeo instalaciones se reconocen tres modalidades básicas:
- Vídeo estructuras: se basan en la consideración de la televisión como un objeto fetiche, del cual se recupera el carácter volumétrico, habitualmente anulado por la presión de la imagen bidimensional presente en la pantalla.

- Instalaciones multicanal: son variaciones de la vídeo estructura en los que la unidad de la imagen televisiva se descompone en múltiples imágenes coincidentes o no.

- Circuito cerrado de televisión: frecuentemente, en las instalaciones no se utiliza el mecanismo de grabación del video, sino que la señal de vídeo pasa directamente al monitor. En estos circuitos cerrados de televisión, el espectador está obligado a encontrarse con su propia imagen, desdoblándose en un doble papel: el de espectador y el de actor. De este modo, se puede estudiar la reacción de la gente ante este fenómeno. La exploración de estas reacciones es lo que interesa al videoartista.

- Datos: Q6165808